# Karl Debrois van Bruyck
Karl Debrois van Bruyck, né le 14 mars 1828 à Brünn et mort le 5 août 1902 à Waidhofen, est un musicographe autrichien.

## Biographie
Après avoir fait des études juridiques à Vienne, il se tourne vers la musique en 1850.

## Œuvres
Il a publié plusieurs ouvrages dont :
- Technische und ästhetische Ayse des Wohltemperierten Klaviers (Leipzig, 1867 ; 3e édition 1925)
- Die Entwicklung der Klaviermusik von J. S. Bach bis R. Schumann (1880)

### Dictionnaires et encyclopédies
- Theodore Baker et Alain Pâris (trad. Marie-Stella Pâris), Dictionnaire biographique des musiciens, R. Laffont, 1995 (ISBN 2-221-90103-7, 978-2-221-90103-8 et 2-221-06510-7, OCLC 896013421, lire en ligne)